# Kutia

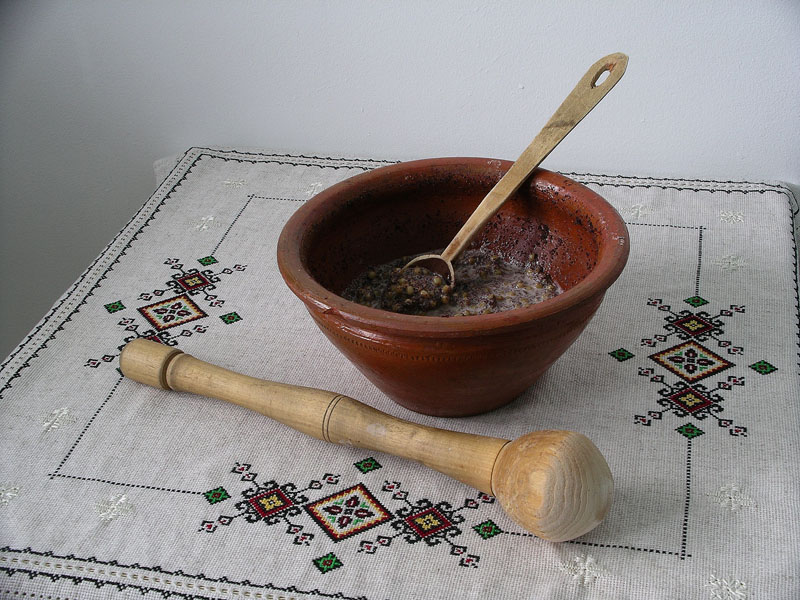
Kutiá en un recipiente de cerámica makitra, con una makohon de madera a su lado.

Kutiá ( kutiá, kolivo; ucraniano, кутя, коливо) es una especie de pudin dulce elaborado con granos de cereal, es típico de las cocinas ucraniana y lituana. El kutiá es uno de los primeros platos de la tradicional cena navideña de los doce platos. Es muy raro que se sirva en otras épocas del año.

## Características
Por sus ingredientes y sabor trae ciertos recuerdos al koliva de Serbia o de Rumanía (servido frecuentemente en funerales), y es una mezcla de nueces, azúcar y pasas.
Kutiá es un alimento que forma parte de las tradiciones de la Iglesia Ortodoxa del Este en el Imperio ruso, por lo que prácticamente desapareció de la cocina rusa con la política de ateísmo que promulgó la extinta Unión Soviética. No obstante, en ocasiones se sigue sirviendo en Rusia cuando alguien fallece como plato de recordatorio hacia el muerto. También se suele servir en la celebración del Radonitsa (día del regocijo) que es el martes de Santo Tomás.

## Ingredientes
Los ingredientes tradicionales han sido siempre el granos de trigo, las semillas de amapola, la miel (o el azúcar), diversos frutos secos y en algunas ocasiones pasas. En muchas recetas aparece la leche o también la crema. En algunos países eslavos suele emplearse arroz.
A pesar de esto se pudieron emplear otros ingredientes (bien porque hubieran sido imposibles de utilizar debido a las condiciones de las cosechas o por lo caro que llegaba a ser para el pueblo medio) como era el caso de las almendras y las naranjas. En algunos lugares (como Polonia y el oeste de Canadá), los granos de cereal no procesado para el kutiá se pueden encontrar en las tiendas. En otros lugares donde es difícil de encontrar se puede reemplazar por granos similares como puede ser el centeno.